# Eurytyla automacha
Eurytyla automacha är en fjärilsart som beskrevs av Edward Meyrick 1893. Eurytyla automacha ingår i släktet Eurytyla och familjen styltmalar. Inga underarter finns listade i Catalogue of Life.